# Фельдман, Дебора
Дебора Фельдман (англ. Deborah Feldman; род. 17 августа 1986, Нью-Йорк, Нью-Йорк) — американо-немецкая писательница, в настоящее время живущая в Берлине, Германия. Она наиболее известна автобиографией 2012 года, «Неортодоксальная: скандальный отказ от моих хасидских корней», которая рассказывает историю её побега из ультрарелигиозного сообщества в Бруклине, Нью-Йорк, которая послужила основой мини-сериала Netflix 2020 года «Неортодоксальная».

## Ранние годы
Фельдман выросла в хасидской сатмарской общине в Вильямсбурге, Бруклин, Нью-Йорк. Её воспитывали бабушка и дедушка, пережившие Холокост, поскольку её мать изгнали из общины, а умственно отсталый отец не мог воспитать её самостоятельно. Как и все девушки в сообществе, Фельдман была воспитана быть благочестивой, говорила на идише, и ей было запрещено ходить в публичную библиотеку. Ей также было отказано в стандартном американском образовании, но она прятала книги под кроватью, опасаясь, что старшие родственники будут подозревать её в растущем любопытстве к миру. Она вступила в брак по договоренности в 17 лет и стала матерью в 19 лет.

## Отделение от хасидского сообщества
Фельдман говорит, что рождение сына стало поворотным моментом в отношении пребывания в хасидском сообществе: «Я видела, что моё будущее полностью распланировано… Я испугалась, осознав, что у меня есть ответственность и чувство вины за то, что я видела всё, что видела притеснение невинного человека». Фельдман солгала своему мужу, сказав, что она хочет посещать бизнес-классы, чтобы увеличить доход, и в 2006 году она и её муж переехали из Уильямсбурга; она начала изучать литературу в колледже Сары Лоуренс.
Однажды в школе она сделала прямой запрос на получение степени колледжа ради связи с внешним миром. Она начала говорить и «открывать свой разум». Она также начала носить джинсы и высокие каблуки, нарушая строгий хасидский дресс-код. В 2010 году она взяла сына, оставила мужа и разорвала все связи с хасидской общиной. Она жила два месяца у друзей и консультировалась с адвокатами, чтобы убедиться, что не потеряет опеку над сыном. По состоянию на 2012 год, Фельдман не видела и не разговаривала ни с кем из родственников с 2006 года.
Несмотря на её разногласия с хасидской общиной, Фельдман сказала: «Я горжусь тем, что я еврейка, потому что я думаю, что отсюда мой неукротимый дух».

## Карьера
Фельдман начала вести блог и в 2012 году опубликовала автобиографию «Неортодоксальная: скандальный отказ от моих хасидских корней», которая стала бестселлером. В 2014 году Фельдман переехала в Берлин, где она поселилась в районе Нойкельн и продолжала работать писательницей. Также в 2014 году она опубликовала «Исход: мемуары». Её книги были переведены на немецкий язык и хорошо восприняты немецкими критиками, что привело к её появлению в различных ток-шоу на немецком телевидении.
О Фельдман был снят швейцарско-немецкий документальный фильм 2018 года #Female Pleasure, а оригинальный мини-сериал Netflix 2020 года Неортодоксальная в значительной степени основан на её автобиографии. Netflix также выпустил документальный фильм «Создание Неортодоксальной», в котором рассказывается о творческом процессе и съёмках, а также обсуждаются различия между книгой и сериалом.

## Критика
Члены ортодоксальной общины подвергли критике Фельдман, в том числе в блоге под названием «Разоблачение Деборы Фельдман», который был посвящён «разоблачению лжи и выдумок» в её книге. Джесси Корнблут рассмотрел эту критику в паре статей в «Хаффингтон пост», в которых говорится: 
«В этой книге есть утверждения, которые оспариваются хасидами. Я не могу сказать, что это правда. Но я уверен в одном: мужчины, которые не могут жить в равноправии с женщинами, — с ними не стоит жить. Несомненно, девушки по всему Бруклину покупают эту книгу, прячут её под матрасами, читают ее после выключения света — и обдумывают, возможно, впервые, свой собственный побег».